# Bosse Broberg
Bo 'Bosse' Broberg (Ludvika, 6 september 1937 – Uppsala, 26 augustus 2023) was een Zweedse jazztrompettist.

## Biografie
Broberg begon op de accordeon, maar wisselde op 14-jarige leeftijd naar de trompet. Nadat hij al als scholier bands had geleid, formeerde hij tijdens de studie in Uppsala een kwintet, dat dansmuziek speelde voor studenten in de stijl van Art Blakeys Jazz Messengers. In 1961 werd hij uitgenodigd door Gugge Hedrenius om in diens band te spelen, met wie hij nog tot in de jaren 1990 optrad. Begin jaren 1990 bracht hij het album Choose now uit met o.a. saxofonist Christer Bousted, dat terechtkwam in de DownBeat-polls. Voor zijn levensonderhoud speelde hij in de band van Arne Domnérus voor de Dreigroschenoper, gelijktijdig echter ook veel modernjazz met de tenorsaxofonist Börje Fredriksson in de Club Golden Circle.
In 1966 werd hij leider van het jazzdepartement bij de Zweedse radio, waarbij hij bleef tot 1990. Hij speelde echter ook verder jazz tijdens de jaren 1970, waaronder met de bassist Red Mitchell, de in ere herstelde band van Gugge Hegenius, met de Sandviken Big Band en vanaf 1982 in het kwintet CBQ (Contemporary Bebop Quintett met de pianist Åke Johansson) van Christer Bousted, dat ook na diens dood in 1986 bleef voortbestaan en zijn arrangementen speelde. Tijdens de jaren 1990 speelde hij weer samen met Red Mitchell en formeerde hij de eigen band Nogenja (Non Generation Jazz, de naam is een protest daartegen, al tot het oude ijzer te worden gerekend).

## Onderscheidingen
Voor West of the Moon uit 1994 (Dragon) met Red Mitchell kreeg Broberg de Gyllene skivan van het Orkesterjournalen. In 2005 kreeg hij de Django d'Or (Zweden) als «Master of Jazz». In 2011 werd hij onderscheiden met de Lars Gullin-Prijs.
Broberg overleed op 85-jarige leeftijd.
- Bibsys: 4104211
- Bibliothèque nationale de France: cb167386112 (data)
- Gemeinsame Normdatei: 110161868X
- International Standard Name Identifier: 0000 0000 5203 2427
- Library of Congress Control Number: no98018246
- MusicBrainz: a0f5af54-c3b5-4489-85e6-9b2c6891f981
- Nationale Bibliotheek van Israël: 987007349836805171
- LIBRIS: 305436
- Virtual International Authority File: 78764393
- WorldCat: E39PBJjXmYqbx3Vf6gcRmDMVmd